# Thượng Pannonia
Thượng Pannonia hoặc Pannonia Superior là tỉnh La Mã cổ đại với Carnuntum là thủ phủ của nó. Nó được thành lập vào năm 103 sau Công nguyên. Thượng Pannonia bao gồm các vùng đất ngày nay là Hungary, Áo, Croatia, Slovenia, Bosnia và Herzegovina, và Slovakia.

## Các thành phố
Một số thành phố quan trọng ở Thượng Pannonia là:
- Siscia (Sisak ngày nay)
- Poetovio (Ptuj ngày nay)
- Iovia Botivo (ngày nay là Ludbreg)
- Aquae Balissae (ngày nay là Daruvar)
- Servitium / Serbinum (ngày nay là Gradiška)
- Andautonia (ngày nay là Ščitarjevo)
- Savaria (ngày nay là Szombathely)
- Scarbantia (ngày nay là Sopron)
- Arrabona (ngày nay là Győr)
- Vindobona (ngày nay là Viên)

## Thời kì sau
Từ khoảng năm 796 tới năm 828/830, Thượng Pannonia là một vùng lãnh thổ chịu ảnh hưởng của người Frank, ngày nay được coi là miền tây Hungary, tức là Pannonia ở phía bắc của Drava (và phía đông của Carantania và Krain). Từ năm 828/830 trở đi, Thượng Pannonia được coi là Pannonia ở phía bắc của sông Raba và phía đông của Tulln. Tên gọi này có thể được tìm thấy ngay cả thời kì sau này với cùng một ý nghĩa tương tự, nhưng rộng hơn,. Ví dụ: Otto von Freising (Chron. 6, 15) sử dụng nó để chỉ Áo trong thế kỷ 12.